# Dean Paul Martin
Dean Paul Martin (17 novembre 1951 – 21 mars 1987) est un acteur et chanteur américain.

## Biographie
Fils de l'acteur Dean Martin, il était "Dino" dans le groupe de pop Dino, Desi & Billy. Il a seulement treize ans lorsque lui, Desi Arnaz Jr., et Billy Hinsche forment le trio. Typé "musique pour adolescentes", le groupe fait quelques tubes entre 1965 et 1968.
Dean Paul Martin utilise ensuite son véritable nom à la place de "Dino". Il devient un bon joueur de tennis (il jouera en compétition junior à Wimbledon) et acteur. Il apparait dans le film Players en 1979, pour lequel il sera nommé pour un Golden Globe Award comme meilleur nouvel acteur masculin de l'année, et en 1985 il aura le rôle principal de la série Superminds (Misfits of Science).
Fan d'aviation, il avait obtenu sa licence de pilote à l'âge de 16 ans et obtient ses ailes de pilote de chasse dans la Garde nationale des États-Unis en 1981.  
Martin décède en 1987 lorsque son F-4 Phantom s'écrase dans les montagnes de San Bernardino en Californie pendant une tempête de neige, tuant son coéquipier (Weapons Systems Officer) Ramon Ortiz. Le chanteur et acteur Dean Martin ne se remettra jamais de la mort de son fils et prendra sa retraite quelques années plus tard.
Dean Paul Martin fut marié et divorça de l'actrice Olivia Hussey (mère de son fils Alexander) et de la patineuse olympique médaillée d'or Dorothy Hamill.
Il est enterré à Los Angeles dans le Los Angeles National Cemetery, cimetière militaire faisant partie des 139 cimetières nationaux des États-Unis.